# Herman Webster Mudgett
Herman Webster Mudgett (født 16. maj 1860, død 7. maj 1896), bedre kendt under sit alias "Dr. Henry Howard Holmes", regnes som USA's første seriemorder. I hans hotel i Chicago forsvandt en række mennesker under World Fair i 1893. Sagen vakte enorm opsigt i samtiden, ikke mindst fordi 50 mennesker var meldt savnede til Chicagos politi, og sidst set i Mudgetts hotel, uden at politiet foretog sig noget overfor manden. Det skyldtes udelukkende et forsikringsselskabs berettigede mistanke om bedrageri, at han til sidst blev sat fast. Mudgetts tilståelse af 27 mord blev trykt i William Randolph Hearsts aviser. Mudgett trak dog tilståelsen tilbage ved sin henrettelse. Der er skrevet en række bøger om "H.H. Holmes"; han optrådte under en række falske navne, hvoraf dette er bedst kendt.

## Baggrund
Herman Webster Mudgett blev født i landsbyen Gilmanton, New Hampshire, som søn af den velstående landmand Levi Horton Mudgett og hans kone, Theodate Page Price, der havde været lærerinde. Forældrene var efterkommere efter de første engelske nybyggere på egnen, og fromme metodister; de opdrog også de tre børn til denne tro. Den senere H.H. Holmes var en tynd og alvorlig dreng, som foretrak at være hjemme og læse bøger af Jules Verne og Edgar Allan Poe. En anden hobby var at råbe mod en klippevæg og lytte til ekkoet. Han beskrev sig som "mors dreng"; andre drenge havde angiveligt slæbt ham ind på et lægekontor for at skræmme ham med et skelet, som stod der. Hans bedste kammerat, en ældre dreng kaldt Tom, omkom i et fald under leg i et forladt hus. Holmes havde gode karakterer, og som sekstenårig blev han selv sat til at undervise. Som attenårig stak han af med Clara A. Lovering og giftede sig med hende. Hun blev hans første (og eneste lovlige) kone. 3. februar 1880 blev deres søn Robert Lovering Mudgett født i Loudon, New Hampshire. (Som voksen gjorde han karriere som regnskabsfører i Orlando.) I sine meget upålidelige memoirer omtaler Holmes hverken Clara eller deres søn, som han havde ladt i stikken.
I 1884 rejste Holmes fra Ann Arbor med diplom fra det medicinske studium ved universitetet i Michigan, der havde noteret, at "nogle af hans professorer mindedes ham som en slyngel", efter en episode med et brudt ægteskabsløfte overfor en damefrisørinde. Holmes flyttede rundt, hvor han kunne finde arbejde, og i juli 1886 slog han sig ned i Chicago. 28. januar 1887 giftede han sig med Myrta Z. Belknap, som han heller ikke omtaler i sine memoirer. De fik datteren Lucy. Holmes var nu bigamist, og 9. januar 1894 giftede han sig i Denver med en tredje kvinde, Georgiana Yoke, uden at have skilt sig fra de to andre. Mindst tre kvinder mente sig at være Holmes' kone. Frk Belknap kunne ikke tro, hvad politiet fortalte hende: "I sit hjemmeliv tror jeg ikke, der har været en bedre mand nogensinde. Han sagde aldrig et uvenligt ord til mig eller vores lille pige, eller til min mor. Han var aldrig sur eller irriteret, men altid glad og sorgløs...Hans nærvær var som olie på oprørt vand, som min mor ofte sagde til ham." Hun fortalte, hvor glad Holmes for små børn, der straks slog sig til ro, når han holdt dem; og i deres fælles hjem havde han altid en hund eller kat, som han legede med og tog sig meget af. Han kunne sammenlignes med Dr. Jekyll og Mr. Hyde.

## Chicago
I Chicago kom Holmes i 1886 tilfældigt forbi E.S. Holtons drugstore på hjørnet af South Wallace Avenue og West 63rd Street i bydelen Englewood, og blev ansat af fru Holton, der nylig var blevet enke. Få måneder senere var både hun og hendes lille pige forsvundet, og når kunderne spurgte, fik de kun hans en undvigende forklaring om, at hun havde solgt ham forretningen og var flyttet. Hun blev aldrig set igen.
Overfor drugstoren lå en grund med adressen 701-703 West 63rd Street. Holmes købte jordstykket, registrerede en ikke-eksisterende Hiram S. Campbell som ejer, og fik rejst den treetages bygning, nabolaget omtalte som hans "borg". I stueetagen lå flere forretninger. På anden sal havde Holmes sit kontor, og ellers indrettet værelser til udleje, når han ville drive hotel under verdensudstillingen i 1893. Men første sal var en labyrint, egnet til helt at forvirre en tilfældigt besøgende: Underligt vinklede gange, trapper der førte til ingenting, hemmelige rum og døre, der kun kunne åbnes fra ydersiden. Af de 35 værelser på første sal var halvparten ordinære, men mange var uden vinduer og blev lufttætte, når man lukkede døren i. Et værelse var fyldt af et enormt pengeskab, med et gasrør indført, så det kunne fungere som gaskammer. Et andet var isoleret med jernplader dækket af asbest, og viste rester efter brand. Politiets teori var, at Holmes havde fundet en måde at antænde gassen på, så udstrømningen fra gasrøret fungerede som en gigantisk flammekaster. Nogle rum var lydtætte, mens andre havde meget lavt til taget, og en lem i gulvet, hvorfra stiger førte ned til mindre værelser under. I alle værelser på første sal, såvel som i det store pengeskab, var gasrørene godt synlige. Gastilførslen var kontrolleret fra et skab i Holmes' soveværelse. I dette skab var der også en elektrisk bjælde, der ringede, så snart en dør blev åbnet et sted på første sal. En sliske førte fra anden sal ned i kælderen. Her fandt man senere bunker af menneskeknogler blandet med knogler fra kyllinger og andre dyr. Politiet siede knogler ud fra kalkede grave i kælderen, deriblandt ribben og hofteben fra et barn. En tønde indeholdt syre, og flere kvindeskeletter lå under et dissektionsbord. Underlige maskiner henledte tanken på Holmes' angivelige teori om, at menneskekroppen kan strækkes til to gange sin normale længde. En kvindes fodaftryk stod ætset ind i pengeskabets dør indefra. Aftrykket lod sig ikke vaske væk. Politiet gættede, at Holmes kunne have hældt syre ud over gulvet for at skabe en kemisk reaktion og forbrænde ilten i rummet hurtigere. En indespærret, barfodet kvinde kunne have trådt i syren, før hun forsøgte at sparke døren op. Men sagen blev aldrig opklaret.
Holmes havde installeret en jerntank i kælderen, smidt affald og kemikalier deri, og brudt sig ind i byens gasledning. Derfra førte han gas i et rør gennem tanken. Han påstod, han selv lavede gassen, og en besøgende canadier købte "patentet" for $ 2.000. Holmes påstod også, at der under huset fandtes en artesisk brønd, og derfra påstod han at hente sit Linden Grove Mineral Water, som han solgte over disk for 5 cents pr kop. Chicagos vandværk fæstede ingen lid til den historie, og gravede omkring huset, til de fik afsløret, at Holmes hentede "mineralvandet" fra hovedledningen. På et eller andet vis undslap han igen påtale.
Bygningen var i slet forfatning, og allerede i juli 1895 skrev inspektør Laughlin, at den indvendige struktur var svag og farlig, bygget af de simpleste og billigste typer materiale. Kombinationen af en karnap og en vindeltrappe, der startede på første sal ud mod Wallace Street, hældede ud fra bygningen og var farlig. Alle skillevægge mellem lejligheder var brandfarlige. Huset var bygget i sektioner, og adskillige dele svækket af brand, og ikke ordentligt udbedret. "Forretningerne er de eneste anvendelige dele af bygningen. Resten bør rives. De sanitære forhold i bygningen er frygtelige," skrev han afslutningsvis. 19. august 1895 brændte "borgen" ned. Brandvæsenet mente, branden var påsat. Politiet mente, at gerningsmanden ønskede at forhindre flere afsløringer af, hvad der var foregået i bygningen. Ingen blev arresteret. Bygningen blev istandsat efter branden og var i brug indtil 1938, hvor den endeligt blev revet ned.
Holly Carden har tegnet en rekonstruktion af Holmes' uhyggelige "borg". I dag ligger der et posthus på grunden.

## Kvinderne, der forsvandt
Tidligt i 1891 blev en ung guldsmed, "Ned" Conner, ansat til at betjene Holmes’ smykkeafdeling. Conner og hans kone Julia lejede også en lejlighed på første sal, nærved Holmes’ egen suite. De medbragte en otteårig datter, Pearl. Snart ankom også Conners attenårige søster Gertie. En dag bad Holmes Conner om at gå ind i det enorme pengeskab og råbe så højt, han kunne, da Holmes gerne ville vide, om det virkelig var lydtæt. Conner gjorde, som han sagde, men skyndte sig ud igen og var uhyggelig ved det. Underligt nok spurgte han sig ikke om, hvad Holmes skulle med et lydtæt pengeskab. Holmes kurtiserede både Julia og Gertie, og en dag kom Gertie meget oprørt og fortalte sin bror, at hun ville hjem til Iowa. Hun ville ikke mere bo under tag med Holmes. Snart efter sin hjemkomst døde hun. Imens fik Holmes solgt sit apotek til Conner, der ikke spurgte sig om, hvorfor Holmes ville af med en så indbringende virksomhed. Efter overtagelsen viste det sig, at Conner nu hæftede for gæld, Holmes havde stiftet med sikkerhed i apoteket. Holmes trak på skuldrene og sagde, at Conner måtte vænne sig til, hvordan forretningslivet foregår. Han prøvede også at presse Conner til at tegne livsforsikring for sig og familien. Efterhånden gik det op for Conner, at hans venner havde ret, når de længe havde ment, at hans kone stod i forhold til Holmes. Han rejste, fik skilsmisse fra Julia, men mislykkedes i at få forældreret til Pearl, hvad der ville have reddet pigens liv. Juleaften 1891 var sidste gang, Julia og Pearl Conner blev set. Ægteparret Crowe, der også lejede en lejlighed på første sal, pyntede et juletræ som en overraskelse for Pearl; men juledag var mor og datter borte. Holmes gav ulige forklaringer på, hvor de var rejst hen; og allerede i januar 1892 lejede han Conners lejlighed ud til familien Doyle, der fandt bordet dækket og tøj hængende over stolene, som om beboerne lige var gået ud. Efter jul kontaktede Holmes Charles Chappell, der var articulator, dvs kunne rense kødet af et ligs knogler og samle disse til et skelet. Chappell hentede den døde, og for $ 36 forvandlede han hende til et skelet, som Holmes senere solgte til Hahneman Medical College for et langt højere beløb.
I foråret 1892 sendte Holmes sin alkoholiserede assistent Benjamin Pitezel til behandling hos dr. Keeley, der var kendt for sin "guldkur". Holmes ønskede at aflure kuren dens ingredienser; senere åbnede han sit eget kurcenter, the Silver Ash Institute, på første sal i "borgen". Pitezel returnerede fra Illinois fyldt af lovord for dr. Keeleys stenograf, Emeline Cigrand. Holmes blev så interesseret, at han skrev til frk. Cigrand og tilbød hende arbejde som sin sekretær. I maj 1892 ankom Cigrand med sin glorie af lyst hår. Samtidig flyttede ægteparret Lawrence ind i en lejlighed i "borgen". De kom til at synes godt om den venlige unge dame, som de mødte hver dag når hun kom på arbejde. Holmes gjorde kur til Cigrand og forærede hende en cykel; sammen cyklede de aftenture. Da "Ned" Conner mødte hende på Holmes’ kontor, advarede han den sympatiske pige mod Holmes, der imidlertid snart friede til hende. Han fortalte Cigrand, at han var søn af en engelsk lord, men at det måtte holdes hemmeligt. Nu betroede hun sine venner, at han havde lovet hende en bryllupsrejse til Europa, hvor de skulle besøge hans far, lorden. Men da frk. Cigrand i december ønskede ægteparret Lawrence en glædelig jul, var hun usikker på, om hun ville komme tilbage efter juleferien hos sine forældre. Lawrences så hende aldrig igen. Dagen efter var døren til kontoret låst, og Holmes måtte have hjælp af to andre mænd til at bugsere en enorm kiste ned ad trappen. Fru Lawrence var overbevist om, at Holmes havde myrdet pigen; alligevel gik hverken Lawrences eller Cigrands til politiet; det gjorde heller ikke Julias forældre eller "Ned" Conner. 2. januar 1893 modtog Charles Chappell et kvindelig fra Holmes; og nogle uger senere anskaffede LaSalle Medical College et skelet.
Fru Lawrence så på Holmes med åben mistro, selv om han forsikrede hende om, at frk. Cigrand var rejst væk med en mand. Ellers så alt lyst ud tidligt i 1893: Han solgte eliksirer på postordre og drev et kurcenter for alkoholikere i "borgen"; havde lejeindtægter og bygget et nyt hus til sin kone Myrta Belknap i Wilmette, Illinois. Men han manglede en sekretær. Så ankom Minnie Williams fra Boston, en forældreløs, der kendte ham under navnet Harry Gordon. I marts 1893 ansatte han hende som maskinskriverske. Hun blev paf over at skulle kalde ham Henry Howard Holmes i andres påhør; men han kurtiserede hende og sørgede for, at hun overførte sin arv, en ejendom i Fort Worth, til en Alexander Bond, der igen overførte ejendommen til en Benton Lyman (Holmes’ assistent Pitezel). Minnies søster Anna var skeptisk til transaktionen, og Holmes ivrede for, at hun skulle besøge dem. "Borgen" begyndte at fyldes med hotelgæster, så under navnet Gordon lejede Holmes en lejlighed i 1220 Wrightwood Avenue, hvor han flyttede ind med Minnie, som han kaldte sin kone. Husejeren bemærkede, hvor opmærksom "hr. Gordon" var mod "fru Gordon", og at parret sammen cyklede aftenture. I juni ankom Anna og blev hurtigt indtaget i sin svoger. Sammen med de to søstre besøgte han verdensudstillingen. 7. juli modtog husejeren i Wrightwood Avenue et brev om, at lejeforholdet var opsagt. Flere ejendele lå tilbage efter et hastigt opbrud. I "borgen" tilkaldte Holmes en mand for at bære en kiste ned fra et værelse uden vinduer og med en tung dør. Manden fandt stedet uhyggeligt; kisten skulle leveres til forsendelse på banegården. Lige efter forærede Holmes fru Pitezel en del kjoler, hatte og sko, der havde tilhørt "hans slægtning Minnie Williams"; hun var flyttet og ville ikke selv have tingene. Han foreslog, at fru Pitezel kunne sy kjolerne om til sine tre døtre. Minnies kufferter gav han til sin vagtmester.
Samme år kurtiserede Holmes den lille, solblonde Georgiana Yoke, som han forærede en bibel og øreringe af diamanter. Hende fortalte han om sin ensomhed; at hele hans familie var død, kun en tante var i live og bosat i Afrika. Videre fortalte han, at hans sidste onkel netop var død og havde efterladt ham en formue i form af ejendom i Fort Worth. Yoke sagde ja, da han friede, selv om han betingede sig, at han kunne gifte sig under et andet navn, nemlig Henry Mansfield Howard; for det ønskede den onkel, han havde arvet.

## Økonomi
Holmes hverken røg, drak eller spillede. Sit bygværk skaffede han sig gennem svindel. Han købte konsekvent varer på kredit, ikke mindst cykler, og solgte dem mod kontanter. Han tegnede forsikringer på folk og fik andre til at hæve dem; vagtmester Quinlans kone blev af Holmes overtalt til at udgive sig for at være den dræbte Julia Conner, for at få hævet et beløb.
Syv år efter, at Holmes overtog drugstoren, havde han ikke betalt for den første varebeholdning. Møbelfirmaet Tobey sendte mænd til "borgen" efter møbler, Holmes aldrig havde betalt for. Møblerne var ikke at finde, men en bygningsarbejder viste, mod at få $ 50 betalt, en skjult dør i et af rummene. Bagved befandt der sig et hemmeligt værelse, hvor mange af møblerne stod, samt en stor mængde varer andre steder fra. En anden indgang til værelset blev også fundet: Hvis man standsede vareelevatoren mellem to etager, og fjernede nogle planker, kom man ind i det hemmelige rum. Pengeskabet, som Holmes forvandlede til et gaskammer, blev indkøbt, før huset stod færdigt. Da firmaet forlangte skabet tilbage, fordi det aldrig var betalt for, gav Holmes sin tilladelse, men advarede dem mod at påføre bygningen skader. Det viste sig så, at døre og vinduer var for smalle til, at man kunne hente skabet ud – og det blev hos Holmes. Han solgte sin drugstore til en Jones; men om mandagen, da Jones skulle overtage lokalet, viste det sig, at Holmes om søndagen havde solgt varebeholdningen, som han aldrig havde betalt for, og indkasseret pengene. Jones stod tilbage med et tomt lokale. På samme vis solgte Holmes sin restaurant til en Phillips for $ 900 kontant. Dernæst blev hele indboet fjernet af firmaet, der aldrig havde fået betalt for det. Holmes klarede hver gang at snakke sig ud af problemerne.

## Forsikringssvindel
Sommeren 1893 antændte Holmes taget i "borgen". Skaderne var små, men han sendte et forsikringskrav på $ 6.000. Forsikringsselskabet iværksatte en efterforskning, og inspektør Cowie tilrådede udbetaling, men kun ved personligt fremmøde af ejeren Hiram S. Campbell (der kun var et alias for Holmes selv). Holmes fik derfor aldrig pengene, da han ikke kunne udgive sig for at være Campbell, når inspektøren kendte ham som Holmes. Et nyt problem var, at inspektør Cowie fik Holmes' kreditorer til at hyre sagfører George Chamberlin til at gå til fælles sag, og han blev indkaldt til et møde på Chamberlins kontor, hvor han uventet blev konfronteret med to dusin af sine kreditorer, deres sagførere, samt en politimand. Holmes bevarede dog fatningen, og forsikrede med tårefyldte øjne, at hans manglende indbetalinger skyldtes de svære tider. Chamberlin var ved at le højt, da de fremmødte gik fra at ville arrestere Holmes til at sympatisere med ham. Chamberlin – der senere kaldte sig "den første mand i Chicago, der gennemskuede Holmes som en kriminel" –oplyste, at Holmes skyldte mindst $ 50.000, og bad ham om at vente i naboværelset, mens man diskuterede den videre proces. Holmes stak i stedet af fra mødet. Da han også blev bestormet af breve og besøg angående personer, der var forsvundet og sidst set på hans hotel, valgte han at forlade Chicago og rejse til Fort Worth som sin bryllupsrejse med Georgiana Yoke, som han giftede sig med under navnet Henry Mansfield Howard. Under navnet D.T. Pratt (mens Pitezel kaldte sig Benton Lyman) igangsatte han byggearbejde på den ejendom, Minnie Williams havde overdraget til ham, før han dræbte hende. Her ville han rejse en treetages bygning som den i Chicago. I juni 1894 købte han under navnet Howard en drugstore i St. Louis, belånte den og solgte den til en Brown (sandsynligvis Pitezel under falskt navn). 19. juli 1894 blev Holmes arresteret i St. Louis efter opdrag af Merrill Drug Company, sigtet for bedrageri og for at have solgt belånt ejendom. 31. juli blev han imidlertid løsladt mod kaution betalt af Georgiana, og rejste umiddelbart til Philadelphia, hvor parret lejede sig ind. Her betalte Holmes den halvårlige præmie på den livsforsikring på $ 10.000, han havde tegnet på Pitezel som en del af en planlagt forsikringssvindel. Pitezel befandt sig i samme by, og lejede sig ind i 1613 Callowhill Street under navnet B.F. Perry, patentforhandler.
Holmes fik i flere år hjælp fra Benjamin Pitezel til sine svindelnumre. Om Pitezel sagde han: "Man må forstå, at fra første stund i vores bekendtskab – selv før jeg vidste, at han havde en familie, der senere skaffede mig flere ofre til at stille min blodtørst –havde jeg til hensigt at dræbe ham."  2. september 1894 flyttede Holmes og hans "kone" til Indianapolis. To dage senere blev "B.F. Perry" fundet død i en tilstand af slem forrådnelse i sit hjem i Philadelphia. Holmes forsikrede fru Pitezel om, at den døde ikke var hendes mand, og fik hende til at gøre krav på forsikringen. Han mødte også selv frem og identificerede den afdøde som Pitezel, medbringende den fjortenårige Alice Pitezel, som han præsenterede som sin lillesøster. Det er uklart, hvorfor forsikringen kom til udbetaling; omstændighederne omkring dødsfaldet var underlige, og var der mistanke om selvmord, gjaldt forsikringen ikke; var der mistanke om drab, var det en politisag. Fidelity Mutual Life Association udbetalte $ 9.715,85 (efter fratræk for udgifterne til identificeringen af afdøde, og $ 20 til Holmes for rejsen til Philadelphia).

## Hedgepeths afsløring
Under sit fængselsophold i St. Louis havde Holmes delt celle med den landskendte togrøver Marion Hedgepeth. Han forklarede Hedgepeth, at han havde tegnet en livsforsikring på Pitezel og ville få den udbetalt mod at forevise et lig, der skulle forestille Pitezel. Til det behøvede han en lusket advokat, og tilbød Hedgepeth $ 500 for at sætte ham i kontakt med en af slagsen. Hedgepeth anbefalede sagfører Jeptha Howe – men fik aldrig sine $ 500. Hedgepeth skrev derfor et brev til fængselsdirektøren om Holmes’ planlagte forsikringssvindel, og direktøren tilkaldte straks inspektør William E.Gary fra Fidelity Mutual. Inspektør Gary indhentede en beediget erklæring fra Hedgepeth. Han betvivlede ikke historien, da Hedgepeth ikke kunne have kendt til detaljer som fx at en præmie var blevet betalt pr telegram på forfaldsdatoen 9. august – med mindre Holmes havde fortalt ham det. Gary fik grønt lys for at eftersøge Holmes, og da detektiverne ad omveje nåede til Gilmanton, blev det klart, at "Holmes" og "Howard" i virkeligheden var den samme mand, der egentlig hed Mudgett, og at han var bigamist.
I efteråret 1894 opsporede forsikringsselskabet Holmes i Boston, hvor de fik ham arresteret 17. november for at have stjålet en hest i Texas. Da han blev afhørt om Pitezel, hævdede han, at han og de tre børn var på vej til San Salvador. Fru Pitezel blev også arresteret, som medvirkende til forsikringssvindel. Allerede dagen efter Holmes’ arrestation blev politiet i Chicago opsøgt af mere end 50 personer, der var blevet svindlet af ham. Fra Boston havde Holmes prøvet at skaffe sig af med fru Pitezel ved i et brev at instruere hende om at hente en flaske nitroglycerin i kælderen og bære den tre etager op til loftet. Det afstod hun fra. Holmes og fru Pitezel blev begge sendt til Philadelphia, og 6. december 1895 aflagde hun fuld tilståelse. 15. december indrømmede Holmes, at Pitezel var død, og hævdede, at de tre børn var rejst til Europa sammen med Minnie Williams. 17. december tilføjede han, at Pitezel have begået selvmord. Holmes, ægteparret Pitezel og sagfører Howe stod sigtet for overlagt at have svindlet Fidelity Mutual for $ 10.000.
I juni 1895 var det åbenbart, at Holmes næppe havde forfalsket Pitezels død, men faktisk dræbt manden og fået det til at ligne en ulykke. Nu savnede man tre af Pitezels fem børn – Alice (14), Nellie (11) og Howard (8) – der sidst var set i selskab med Holmes, som havde forsikret fru Pitezel om, at hendes mand var i live, men lå i dækning pga forsikringssvindelen, med et brændende ønske om at have sine børn hos sig. Holmes tog derfor tre af dem med sig. Nu ville politiet i Philadelphia finde de børn, og politimanden Frank Geyer fra Philadelphia blev sat på sagen. Han havde efterforsket omkring 200 drab, og var måske lettet over en pause fra hjembyen – få måneder forinden var hans kone og tolvårige datter omkommet i en brand.

## Frank Geyer
Frank Geyer talte med Holmes i fængslet og gennemskuede ham som en løgner. Politiet havde beslaglagt et dusin breve, skrevet af Alice og Nellie Pitezel til deres mor mens Holmes rejste rundt med dem. Holmes havde aldrig postlagt brevene; heller aldrig de breve, fru Pitezel skrev til sine børn. Holmes selv påstod, at han havde overladt børnene til Minnie Williams (som han selv havde dræbt). Han charmerede sine vogtere i fængslet til at lade ham gå med sit eget tøj og beholde sit ur. 26. juni 1895 rejste Geyer til Cincinnati og senere Indianapolis, hvor det fremgik af brevene, at børnene havde opholdt sig under navnet Canning, deres mors pigenavn. USA's befolkning fulgte i åndeløs spænding Geyers færd fra dag til dag, som de kunne følge i aviserne. Hans ensomme togt i den trykkende sommervarme gjorde ham til nationens helt.
7. juli ankom han til Toronto. Her identificerede en ældre mand Holmes som lejeboer i naboejendommen i oktober 1894. Holmes var ankommet uden møbler, men med en kolossal kiste. Han havde lånt en spade for at grave i kælderen; dagen efter leverede han spaden tilbage og forsvandt for godt. Geyer fik lånt den samme spade som Holmes. Sammen med en hjælper gravede han i kælderens jordgulv, og snart fandt de resterne efter Alice og Nellie. Holmes havde begravet dem nøgne, Alice liggende på siden, Nellie med ansigtet ned halvvejs over søsteren. Nellies fødder var hugget af og blev aldrig fundet. Geyer mente, at dette var gjort, fordi pigen havde klumpfod og af den grund kunne identificeres. Da fru Pitezel kom til Toronto, var det kun Alices tænder og pigernes hår, der kunne vises til den fortvivlede mor. Holmes indrømmede senere, at han havde tvunget dem ned i kisten: "Der efterlod jeg dem, til jeg kunne komme tilbage og dræbe dem, når det passede mig. Kl. 17 lånte jeg en spade af en nabo, og besøgte så fru Pitezel på hendes hotel." Hun befandt sig kun ti minutters gåtur fra sine døtre, idet han også havde lokket hende til Toronto. "Så gik jeg tilbage til mit hotel og spiste middag, og kl. 19 gik jeg igen hen til fru Pitezel og hjalp hende med at nå toget til Ogdensburg, N.Y. Efter kl. 20 ankom jeg huset, hvor børnene var fanget, og endte deres liv ved at føre gas ind i kisten. Så åbnede jeg kisten, så deres små blåsorte og fordrejede ansigter, gravede deres grav i husets kælder, trak deres tøj brutalt af, og begravede dem uden spor af tildækning, andet end den kolde jord, som jeg smed over dem med djævelsk fryd."  Fire dage tidligere havde han dræbt deres bror Howard i Indianapolis i et lejet hus, hvor han parterede drengen og brændte resterne i en stor, medbragt ovn, som han efterlod i laden. Mens Geyer var på telegrafen for at bekræfte, at drabsstedet var fundet, legede to stedlige drenge detektiv og undersøgte skorstenen i huset. Herfra fiskede de hele håndfulde af aske og bensplinter ud. Geyer knuste derfor skorstenens nederste del og siede aske og sod, der faldt ud. Sådan fandt han et næsten komplet tandsæt og et stykke af en kæbe. På bunden af skorstenen lå en brændt klump af Howards mave, lever og milt.

## Holmes’ memoirer fra 1895
Sommeren 1895, da Holmes var afsløret som morder, fik han udgivet en forløjet selvbiografi, hvor han afskrev det hele som et komplot, udpønset af Minnie Williams som hævn, fordi han havde giftet sig med en anden. Han fortiede, at han havde giftet sig med Myrta Belknap i 1887 og ikke i 1893, da Williams kom ind i billedet – og at han havde dræbt Williams og hendes søster. I stedet dvælede han ved breve, han havde skrevet til sin mor, og ved "den kære gamle stol, hvor hun så ofte sad med mig. Jeg kunne ikke blive der, jeg følte det var et for helligt sted til, at jeg kunne gå derind, og med tårefyldte øjne, som nu hvor jeg skriver dette, lukkede jeg døren og gik bort." Han fortiede også, at han havde fået sine forældre til at tro, at han var død. Sin højst uventede opdukken i barndomshjemmet forklarede han med, at han skulle have tabt hukommelsen efter en togulykke, hvor han blev frastjålet sine penge og ejendele. Jernbaneselskabet – som han belejligt nok havde glemt navnet på – havde angiveligt betalt for hans ophold på et sygehus, hvor han fik tildelt navnet H.H. Holmes, og i øvrigt giftede sig med den diakonisse, der havde tilset ham. Efterhånden dæmrede navnet Herman Mudgett for ham, hvad der skulle forklare, at han fandt vejen tilbage til barndomshjemmet i New Hampshire.

## Retssagen
Toronto ønskede at dømme Holmes for mordene på Alice og Nellie Pitezel. Indianapolis ønskede at dømme ham for mordet på deres bror Howard. Chicago ønskede at dømme ham for mordene, han begik der. Men det var i Philadelphia, han sad fængslet, og her blev han dømt til døden for mordet på Benjamin Pitezel. Et af jurymedlemmerne sagde bagefter, at de havde kendt ham skyldig, før døren var gået i bag dem. Holmes ville have det til, at Pitezel havde begået selvmord ved at drikke kloroform. Dette kunne modbevises, idet kloroformen, der var fundet i hans mave, ikke havde forårsaget opkastning eller akut betændelse, og derfor måtte være tilført efter hans død. Dertil havde Holmes begået den fejl at knuse glasflasken, så splinterne blev liggende indeni. Ved en eksplosion – som det skulle forestille – ville glassplinterne være slynget til alle sider. Holmes tilstod senere, at han havde skrevet bebrejdende breve til Pitezel i fru Pitezels navn. Pitezel havde drukket sig sanseløst beruset, og Holmes bundet ham fast til en stol og sat ild til hans ansigt, efter at have vædet det med benzin. Da den pinefulde dødskamp var overstået, løste Holmes rebene, slukkede ilden og hældte kloroform i ham.

## Tilståelsen fra 1896
9. april 1896 signerede Holmes tilståelsen af mordene på 27 mennesker, samt forsøg på seks andre mord. (Han trak tilståelsen tilbage, da han blev hængt en måned senere.) I virkeligheden var både Warner og Latimer var i live, mens en tredje person var omkommet i en togulykke. Listen lød som følger:
1. Lægen Robert Leacock, en tidligere skolekammerat, som Holmes forsikrede for $ 40.000 og derefter angiveligt slog ihjel i 1886. 2. En lejeboer i "borgen", lægen Russell. Holmes dræbte ham med slag fra en tung stol, og solgte skelettet for $ 25. 3.-4. Julia og Pearl Conner. Først forgiftede; senere antydede han, at han holdt dem i live i sin kælder, hvor han "opererede" dem. 5. Angiveligt dræbte han en mand med et slag af åren under en fisketur. 6. Charles Cole. 7. Tjenestepigen Lizzie var den første, han dræbte med gas i hvælvet. Han var bange for, at hans vagtmester Quinlan kunne finde på at rejse sin vej med hende. 8.-10. Fru Cook, hendes ufødte barn, og hendes niece frk Haracamp. De to kvinder overrumplede Holmes med liget af Lizzie. Han fik dem ind i hvælvet og gasset. 11. Emeline Cigrand fik en langsom og pinefuld død i hvælvet, mens han stod udenfor og lyttede til med stor fryd. 12. Angiveligt dræbt han en ansat, Rosine de Jasand, med cyanid og begravede hende i kælderen. 13. Robert Latimer var Holmes’ vagtmester og prøvede at presse penge af ham med sin kendskab til hans forbrydelser. Holmes spærrede ham inde i hvælvet for at sulte ham langsomt ihjel: "Mærkerne, som politiet fandt i væggene, var efter hans negle, da han prøvede at grave sig ud." Men Holmes gik træt af hans bønner og dræbte ham. 14. Anna Betts, forgiftet. 15. "Ned" Conners søster Gertie forgiftet, med virkning først efter at hun var kommet hjem til Iowa. 16. En navnløs ung kvinde fra Omaha. Hun solgte ham noget ejendom, blev dræbt i hvælvet. 17. Warner fra firmaet, der levere ovnen i Holmes' kælder, angiveligt dræbt med flammekasteren. 18. En bankier, Rogers, indespærret, udsultet og pint med gas til han underskrev checks for $ 70.000. Derefter blev han dræbt med kloroform, og skelettet solgt. 19. En navnløs kvinde, der boede over Holmes’ restaurant, dræbt med kloroform. 20.-21. Minnie Williams forgiftet, hendes søster dræbt i hvælvet. Her udtrykte han anger, og bad indtrængende læseren om ikke at tro på noget af det, han havde sagt om Minnie Williams’ karakter. 22. Ukendt mand. 23. Williams-søstrenes bror Baldwin. Holmes opsøgte ham angiveligt i Colorado, skød og dræbte ham. 24.-27. Benjamin Pitezel og tre af hans børn. Sadisme var utvivlsomt drivkraften i Holmes’ aktiviteter, idet han beskrev hvordan han så frem til at se Pitezel-familien dø, som belønning for hans "anstrengelser for deres skyld gennem syv lange år".

## Henrettelse
I fængslet gik Holmes over til katolicismen, og arrangerede lænken i sin celle som et kors. Angiveligt forfærdedes han selv over sine forbrydelser: "Kan man undres over, at efter min arrestation har mine dage været tilbragt i selvbebrejdende pine, og mine nætter i søvnløs skræk?" Han hævdede, at hans udseende ændrede sig og antog en djævelsk form – at næsen og øret blev mindre på den ene ansigtshalvdel, men voksede på den anden, og at arm og ben blev kortere på hans ene side, men længere på den anden. Ligeså beskrev han en fordrejning af den ene ansigtshalvdel og øjet der. Alligevel sov han uforstyrret natten før sin henrettelse, klædte sig med omhu og fortsatte sin brevskrivning til kvinder, han havde giftet sig med; til slægtninge; og til venner af nogle af sine ofre. Efter kommunion spiste han morgenmad med god appetit. Sheriffen havde indbudt 51 personer til at overvære hængningen; de var alle fremmødt kl. 9, i lighed med en stor menneskemængde. Holmes tog det hele med stor fatning, og erklærede roligt, at han ikke havde myrdet nogen; kun var han skyld i to kvinders død, da de omkom under "kriminelle operationer" (som man den gang omtalte aborter). Så blev han hængt, og to læger lyttede efter hjerteslag i et kvarter, før de erklærede ham død. Efter eget ønske blev han gravlagt i en kiste fyldt med cement, som derved blev så tung, at fremmødte journalister måtte hjælpe graverne med at håndtere den. I dødsattesten står han som "hvid mand, 35 år, gift". Dødsårsag: "Hængning efter loven". Noget erhverv er ikke opført, og som fødested kun "USA". Holmes ligger i en umærket grav på Holy Cross-kirkegården. I 2017 blev kisten åbnet for at sikre, at det virkelig var Holmes som lå i den. Da Holmes havde ønsket at blive begravet i beton, så var liget ikke nedbrudt som normalt. Hans tøj var i næsten perfekt stand. Hans overskæg var også perfekt bevaret. Holmes blev identificeret af hans tænder og dernæst genbegravet.

## Efterspil
Den dybt chokerede, amerikanske offentlighed var ikke kun rystet over afsløringerne omkring Holmes, men også over det faktum, at politiet ikke blot havde undladt at forhindre hans forbrydelser, men ikke en gang havde haft kendskab til dem. Han blev standset udelukkende pga. togrøveren Hedgepeths afsløring af hans forsikringssvindel, og forsikringsinspektør Garys ihærdighed. Til overmål havde Chicagos politidirektør i sin tidligere juridiske karriere bistået Holmes i rutinespørgsmål om forretningsdrift.
Efter Holmes' død løb der rygter om, at den afdøde virkelig besad en ond, "astral" kraft. Megen opmærksomhed blev viet et horoskop, der var sat op for ham under retssagen, og ikke lovede godt for hans omgivelser. Og snart døde et af hovedvidnerne mod ham, lægen William Mattern, af blodforgiftning. Vogteren Perkins i fængslet begik selvmord, og Holmes' sagfører i Chicago døde. Også dommer Arnold blev dødssyg, men overlevede. Emeline Cigrands far blev frygteligt forbrændt i en gaseksplosion, da han var på vej til Philadelphia for at overvære henrettelsen af Holmes. Holmes' første forsvarer, Shoemaker, tabte sin sagførerlicens. En af præsterne ved hængningen, fader Henry McPake, blev fundet død under mystiske omstændigheder. Juryens formand, Linford Biles, vågnede en morgen af en brand på sit tag, udløst af to strømførende ledninger. Biles klatrede op, men kom til at træde på den ene ledning og faldt død ned fra taget. Endnu mærkeligere var branden på kontoret tilhørende Le Forest Perry i forsikringsselskabet Fidelity Mutual. Branden begrænsede sig til Perrys kontor, der til gengæld var fuldstændigt raseret. Det eneste, der kom uskadt fra branden, var arrestordren for Holmes, der hang i glas og ramme på kontorets væg. Rammen var brændt, og glasset revnet af heden; men selve arrestordren og de to billeder af Holmes var uskadte.